# Faranche
De façon générale, une faranche est une communauté rurale affranchie. C'est-à-dire une communauté qui a racheté aux seigneurs dont elle dépendait les droits d'utiliser la terre sans lui reverser d'impôts et en s'administrant elle-même, par le biais d'un conseil de village ou conseil de vallée.
On peut donner en exemple la commune de Villar-d'Arêne — la « Faranche » — dans les Hautes-Alpes, proche du département de l'Isère.
Ses habitants se sont donné le nom de Faranchins, qui signifie « les Affranchis », après avoir racheté au seigneur dauphin, entre 1361 et 1393, un certain nombre de libertés, leurs privilèges : la possession des terres communales, des fours et des moulins ; le droit de répartir eux-mêmes les impôts ; et le droit de s’assembler librement pour élire leurs responsables et pour gérer leur communauté. Ils ont préservé jalousement cette autonomie jusqu’en 1789.
Durant des siècles, plusieurs communautés du Haut Dauphiné, dont celle du village voisin de La Grave, ont été gérées par leurs habitants de façon démocratique.

## Une démocratie directe, à l'image d'autres communautés montagnardes
Cette forme de démocratie directe et d'indépendance rappelle ce qui prévalait en Suisse, au Liechtenstein, à Saint-Marin et dans plusieurs vallées pyrénéennes, dont celles du Val d'Aran et de l'Andorre où l'on trouve dès le XVIe siècle une « maison des vallées » faisant office de parlement et dès le 11 février 1419, à la Seu d’Urgell, un « Conseil de la terre », assemblée formée par certaines personnes représentantes du peuple et veillant à celui-ci. 
Le Val d'Aran voisin a lui aussi refusé le pouvoir du clergé d'Urgell, et très tôt bénéficié d'un régime d'autonomie, de « marche » indépendante défendant ses coutumes propres, qui a fait que certains auteurs ont été jusqu'à parler de République pyrénéenne. Son indépendance a été résolue en le plaçant sur le territoire espagnol, alors qu'il est clairement situé sur le versant français et donne source à la Garonne.

## En 1343, les cinquante faranches et les bourgades du Grand Escarton
Dans le Haut-Dauphiné, on voit apparaître en 1343 une « république des Escartons » fédérant une cinquantaine de communautés villageoises où vivent 40 000 personnes, dont Briançon, qui est à l'époque plus peuplée que Grenoble. Tous les ans, à la Chandeleur (le 2 février), les chefs de famille du village se réunissaient pour désigner leur « consul ». Redoutant la cession, ils profitent du fait qu'Humbert II, seigneur du Dauphiné, est financièrement aux abois pour acheter leur affranchissement le 29 mai 1343 au château de Beauvoir pour 12 000 florins d'or et une rente annuelle de 4 000 ducats. Le Dauphiné réunit désormais les franc-bourgeois des bourgades et les faranchins (affranchis) des campagnes.
Avant 1343, les nobles, pratiquement dépourvus de pouvoir féodal, abusaient de celui que leur conférait la position très recherchée d'officier delphinal : viguier, bailli, et autres. D'où des conflits fréquents qui disparaissent. Des nobles quittent les escartons au cours des deux siècles suivants, après avoir réalisé leurs biens, et se fondent dans la bourgeoisie sans plus de façons ; d'autres se font élire consuls grâce à leur entregent.

## La faranche, économie d'alpage et d'usufruit
La faranche est adaptée à l'économie des alpages, où les troupeaux paissent d'un alpage à l'autre et demandent une surveillance importante. Le produit de l'exploitation, le fromage, est appelé « fruit » (on trouve de nombreux vallons du fruit dans les Alpes), terme qui donnera naissance à celui d'usufruit. Les alpagistes ne sont pas propriétaires de la terre, mais ont racheté la liberté de s'en servir. Les nobles préfèrent éviter ces terres pauvres, ingrates (la neige est présente sept ou huit mois de l’année), menacées par les crues des torrents et les brigands qui attaquent les voyageurs passant les cols. 
Ces pratiques sont méconnues faute de beaucoup de traces écrites. La cession des droits aux communautés est progressive. En Catalogne française, il s'agit d'un « droit à l'herbe » lorsque le seigneur Ramon de Vinça ouvre cet herbage à la communauté du bourg de Puigcerda, tout en conservant la possibilité de fenaisons. 
Plus à l'ouest, le processus est violent : en 988, les Andorrans unis s’emparent du château de Bragafols et s’opposent pour deux siècles à la mainmise féodale, profitant du fait que « la domination des vallées s’avère difficile et de peu de profit » avant que les « pareages », des accords de partage officiel entre les comtes de Foix et l'abbé d'Urgell, ne viennent discrètement masquer cette indépendance de fait.
Par ailleurs, le fruit des alpages est facile à dissimuler dans les caves naturelles de la montagne, et il est donc difficile pour le seigneur ou le clergé de prélever l'impôt.

## Administration, fiscalité et services publics
Les faranchins du Haut-Dauphiné répartissaient eux-mêmes les impôts au pro-rata des biens de chaque famille, et élisaient pour un an un « consul », un secrétaire, des conseillers et les différents responsables : le marguillier, le champier, l'homme chargé de l'entretien des chemins, celui qui accompagnerait les voyageurs de passage, les pétrisseurs et le fournier qui feraient le pain, etc. 
L’assemblée fixait les dates de la fauchaison, de la moisson, du départ des bêtes à l’alpe et de leur retour, et leur répartition dans les pâturages. Elle jugeait les délits ordinaires, décidait des procès de la communauté. 
À Villar-d'Arêne, il y avait une trentaine d'assemblées par an en moyenne. C’était généralement le consul qui prenait l’initiative de les convoquer, mais tout Faranchin pouvait susciter une réunion. À la belle saison, les hommes se réunissaient sur la place, autour du banc, pivot de la vie communale.